# Fornos de Algodres
Fornos de Algodres község és település Portugáliában, Guarda kerületben. A település területe 131,45 négyzetkilométer.Fornos de Algodres lakossága 4989 fő volt a 2011-es adatok alapján. A településen a népsűrűség 38 fő/ négyzetkilométer. A település jelenlegi vezetője José Severino Soares Miranda.
Fornos de Algodres történelmi város, a község központja, mely remek kilátással rendelkezik a Mondego folyó völgyére, 19. századi piaca, belvárosának szűk, kanyargós macskaköves utcái és a Serra da Estrela hegység közelsége jelenti turisztikai vonzerejét. A legközelebbi városok Mangualde , Gouveia, Seia, Guarda, Viseu, Trancoso és Pinhel. Itt készítik a híres Serra da Estrela sajtot és a requeijões sajtot. Fornos de Algodres rendelkezik vasúti megállóhellyel a Beira Alta vasútvonalon. 
A település napja minden évben szeptember 29-én van. 

## Települései
A község a következő településeket foglalja magába, melyek:
- Algodres
- Casal Vasco
- Cortiçô e Vila Chã
- Figueiró da Granja
- Fornos de Algodres
- Infias
- Juncais, Vila Ruiva e Vila Soeiro do Chão
- Maceira
- Matança
- Muxagata
- Queiriz
- Sobral Pichorro e Fuinhas

## Fordítás
Ez a szócikk részben vagy egészben  a   Fornos de Algodres című angol Wikipédia-szócikk ezen változatának fordításán alapul.  Az eredeti cikk szerkesztőit annak laptörténete sorolja fel. Ez a jelzés csupán a megfogalmazás eredetét és a szerzői jogokat jelzi, nem szolgál a cikkben szereplő információk forrásmegjelöléseként.